# J. Tune Camp
J. Tune Camp (antiga subsidiária da J. Tune Entertainment) foi uma gravadora independente com sede na Coreia do Sul. Fundada em 2009 pela J. Tune Entertainment, a lista de artistas da gravadora incluía MBLAQ.

## História

### Início
Fundado em 2009 pela J.Tune Entertainment, J.Tune Camp estreou seu primeiro grupo, MBLAQ, em outubro de 2009. Após a união da J.Tune Entertainment com a JYP Entertainment no dia 10 de dezembro de 2010, J.Tune Camp declarou que ''J.Tune Camp e J.Tune Entertainment são órgãos separados e que a união da J.Tune Entertainment com a JYP Entertainment não irá afeita a gravadora''. Ela também afirmou que MBLAQ não será adicionado como parte da JYP Entertainment.

### Fim
Em fevereiro de 2017, G.O escreveu uma carta aos fãs dando uma pista de que a J. Tune Camp estaria fechando. Allkpop confirmou o fim da gravadora, dizendo ''J.Tune Camp já está separada. Todos os funcionários optaram por sair e MadTown assinou com outra gravadora. Eles não possuem uma celebridade a qual possam promover, por este motivo, não serão capazes de manter a empresa ativa.''.

## Ex Artistas
- MBLAQ (Em pausa)
- Two X
- Lee Joon
- Thunder
- MadTown
- Pro C (Inativo)